# Arménský kalendář
Arménský kalendář je kalendář tradičně používaný v Arménii, především ve středověku. První rok arménského kalendáře začal 11. července roku 552 n. l. (po úpravě ve 12. století od 11. srpna).  Arménský kalendář je založený na neměnné délce roku 365 dní. Vzhledem k tomu, že solární rok má 365,25 dní, shoda mezi arménským kalendářem a solárním rokem se v průběhu času pomalu posunovala.

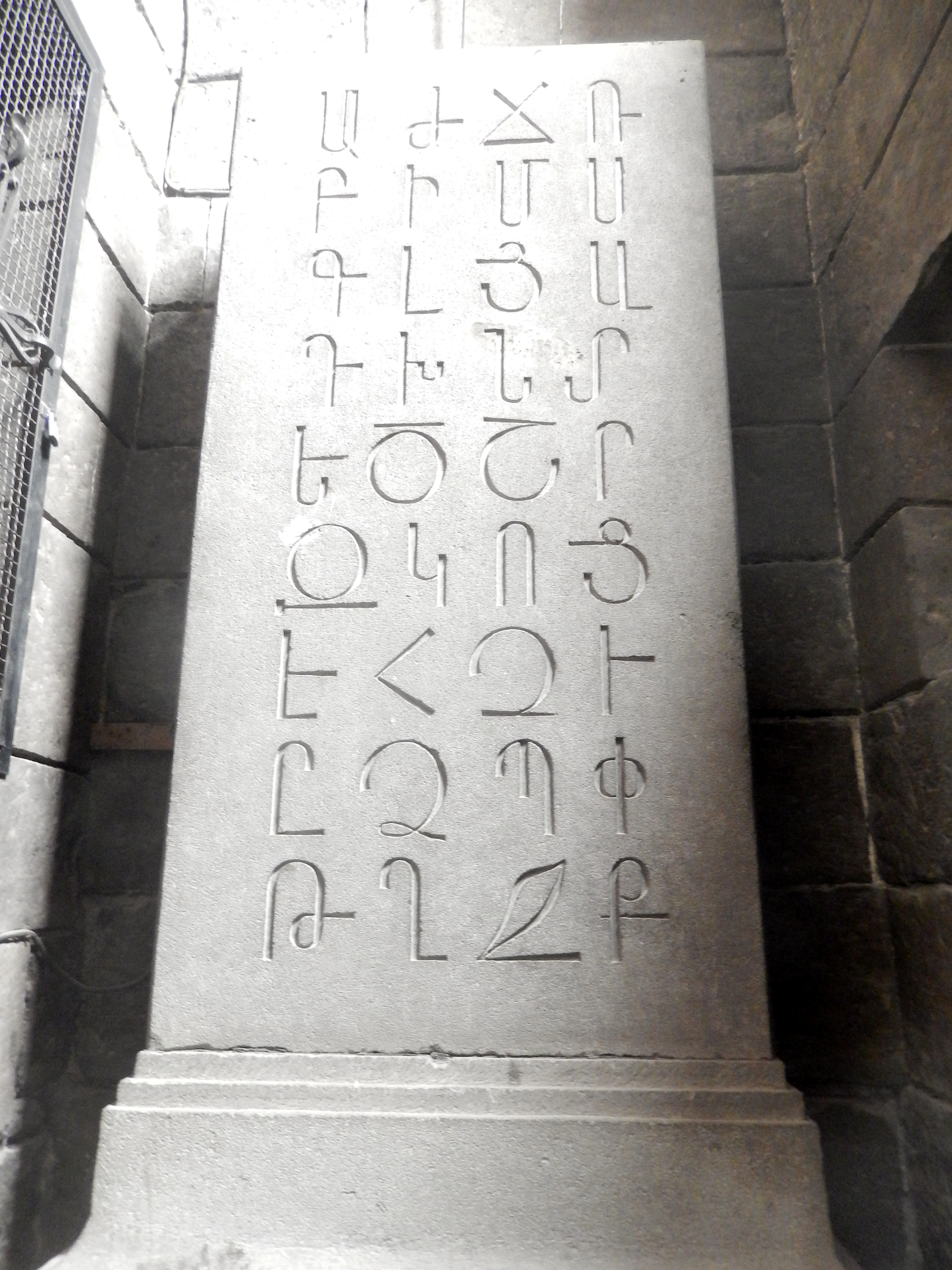
Arménská abeceda

Arménský kalendář je rozdělen na 12 měsíců po 30 dnech a dalších pět dní, nazývaných aweleacʿ (epagomenální, česky nadbytečný). Názvy dnů a měsíců odpovídají starověkým arménským názvům a náboženským svátkům. Některé názvy měsíců vykazují vliv zoroastriánského náboženství, kartvelských jazyků, gruzínštiny nebo perštiny. Roky se obvykle uvádějí arménskými číslicemi, kterým předchází zkratka ԹՎ (česky v roce). Například ԹՎ ՌՆԾԵ znamená rok 1455.
Kalendář je psán arménským písmem, neboť Arméni mají svou vlastní abecedu a jazyk, který je jediným úředním jazykem. Abeceda byla vynalezena kolem roku 405 n. l. arménským mnichem a překladatelem bible Mesropem Maštotem a skládá se z třiceti devíti písmen, z nichž tři byla přidána během Arménského království v Kilíkii.

## Názvy měsíců
| Číslo měsíce v roce | Arménsky | Latinkou | Význam                            |
| ------------------- | -------- | -------- | --------------------------------- |
| 1                   | նաւասարդ | Navasard | Nový rok                          |
| 2                   | հոռի     | Hoṙi     | Dva                               |
| 3                   | սահմի    | Sahmi    | Tři                               |
| 4                   | տրէ      | Trē      | Božstvo Tir                       |
| 5                   | քաղոց    | Kʿałocʿ  | Čas sběru                         |
| 6                   | արաց     | Aracʿ    | Čas sklizně                       |
| 7                   | մեհեկան  | Mehekan  | Svátek Mithry (Mitrō)             |
| 8                   | արեգ     | Areg     | Čas slunce                        |
| 9                   | ահեկան   | Ahekan   | Ohňový festival                   |
| 10                  | մարերի   | Mareri   | Pololetí                          |
| 11                  | մարգաց   | Margacʿ  |                                   |
| 12                  | հրոտից   | Hroticʿ  |                                   |
| 13                  | աւելեաց  | Aweleacʿ | Epagomenální dny (nadbytečné dny) |

## Dny v měsíci
| Číslo dne v měsíci | Arménsky | Latinkou  | Význam                     |
| ------------------ | -------- | --------- | -------------------------- |
| 1                  | Արէկ     | Areg      | Slunce                     |
| 2                  | Հրանդ    | Hrand     | Země smíšená s ohněm       |
| 3                  | Արամ     | Aram      |                            |
| 4                  | Մարգար   | Margar    | Prorok                     |
| 5                  | Ահրանկ   | Ahrank'   | Napůl spálený              |
| 6                  |          | Mazdeł    |                            |
| 7                  | Աստղիկ   | Astłik    | Astłik                     |
| 8                  | Միհր     | Mihr      | Mihr (arménské božstvo)    |
| 9                  |          | Jopaber   | Vášnivý                    |
| 10                 | Մուրց    | Murç      | Triumf                     |
| 11                 |          | Erezhan   | Poustevník                 |
| 12                 | Անի      | Ani       | Název města                |
| 13                 |          | Parkhar   |                            |
| 14                 | Վանատ    | Vanat     | Představený kláštera       |
| 15                 | Արամազդ  | Aramazd   | Aramazd                    |
| 16                 | Մանի     | Mani      | Začátek                    |
| 17                 | Ասակ     | Asak      | Bez začátku                |
| 18                 | Մասիս    | Masis     | Hora Ararat                |
| 19                 | Անահիտ   | Anahit    | Anahit (arménská bohyně)   |
| 20                 | Արագած   | Aragaty   | Název hory                 |
| 21                 |          | Gorgor    | Název hory                 |
| 22                 |          | Kordvik   | 6. provincie Velké Arménie |
| 23                 | Ծմակ     | Moderator | Východní vítr              |
| 24                 | Լուսնակ  | Lusnak    | Půlměsíc                   |
| 25                 |          | Tsrōn     | Rozptyl                    |
| 26                 | Նպատ     | Npat      | Apam Napat                 |
| 27                 | Վահագն   | Vahagn    | Zoroastriánský váhrám      |
| 28                 | Սիմ      | Sim       | Název hory                 |
| 29                 | Վարագ    | Varag     | Název hory                 |
| 30                 |          | Gišeravar | Večernice                  |

## Svátky v roce
V současnosti používá Arménie gregoriánský kalendář s křesťanským letopočtem a korekcí přestupnosti, který je v současnosti celosvětově používaným systémem pro počítání času (kalendářem). Nyní slaví v Arménii tyto svátky:
| Datum        | Arménsky                     | Česky                         | Význam                                                              |
| ------------ | ---------------------------- | ----------------------------- | ------------------------------------------------------------------- |
| 1.-2. ledna  | Ամանոր                       | Nový rok                      | Tradice                                                             |
| 6. ledna     | Սուրբ Ծնունդ                 | Štědrý den                    | Tradice                                                             |
| 28. ledna    | Բանակի օր                    | Den armády                    | Vznik arménské armády v roce 1992                                   |
| 8. března    | Կանանց տոն                   | Mezinárodní den žen           | Mezinárodní den žen                                                 |
| 24. dubna    | Եղեռնի զոհերի հիշատակի օր    | Den památky arménské genocidy | Genocida Arménů v roce 1915                                         |
| 1. května    | Աշխատանքի օր                 | Svátek práce                  | Mezinárodní svátek prácujích                                        |
| 9. května    | Հաղթանակի եւ Խաղաղության տոն | Den vítězství a míru          | Den vítězství - 9. květen 1945 Den osvobození Šuši - 8. května 1992 |
| 28. května   | Հանրապետության օր            | Den republiky                 | Vznik Arménské demokratické republiky v roce 1918                   |
| 5. července  | Սահմանադրության օր           | Den ústavy                    | Přijetí ústavy v roce 1995                                          |
| 21. září     | Անկախության օր               | Den nezávislosti              | Nezávislost na Sovětském svazu v roce 1991                          |
| 31. prosince | Ամանոր                       | Silvestr                      | Tradice                                                             |